# Racosperma daviesii
Racosperma daviesii là một loài thực vật có hoa trong họ Đậu. Loài này được (Bartolome) Pedley mô tả khoa học đầu tiên năm 2003.